# Henk Peeters
Henk Peeters, né le 8 décembre 1925 à La Haye et mort le 13 avril 2013 à Hall (Gueldre), est un artiste néerlandais.

## Biographie
Henk Peeters naît le 8 décembre 1925 à La Haye. Il étudie aux Beaux-Arts de La Haye. De 1947 à 1949 il séjourne à Paris.
En 1960 il cofonde le groupe NUL. Il participe aux expositions collectives de Nul au Stedelijk Museum d'Amsterdam (1960) et au Centraal Museum d'Utrecht (1989). Il  organise plusieurs expositions personnelles à Amsterdam en 1975-1976 et en 1984.
En 1966 il cesse ses activités d'artiste plasticien, il vit près d'Arnhem.
Son œuvre est exposée au Gemeentemuseum de La Haye fin 2011.
Henk Peeters meurt le 13 avril 2013 à Hall.